# کارکراس
کارکراس (به انگلیسی: Carcross) یک شهرک در کانادا است که در استان یوکان واقع شده‌است. کارکراس ۳۰۱ نفر جمعیت دارد و ۶۵۸٫۶۸ متر بالاتر از سطح دریا واقع شده‌است.
نام پیشین این سکونتگاه کاریبو کراسینگ (Caribou Crossing، به معنی گذرگاه گوزن شمالی) بود. کارکراس در کرانه دریاچه بنت و دریاچه نریس واقع شده است. 
کارکراس در آغاز یک اردوگاه ماهیگیری و شکار برای اقوام تلینگیت و تاگیش بود. آثار باستانی اقوام اولیه کانادا مربوط به ۴۵۰۰ سال پیش در این محل و منطقه کشف شده است.